# Laura Cornelius
Laura Cornelius (Groningen, 8 februari 1996) is een Nederlandse basketballer.
Van 2015 tot 2019 maakte Cornelius deel uit van een Amerikaans collegeteam Miami Hurricanes. In 2019 ging ze spelen voor CB Zamarat in Spanje. In 2020 stapte ze over naar Gernika KESB. Na een jaar ging ze spelen voor Club Deportivo Ibaeta. In 2023 verhuisde ze naar Mersin BŞB in Turkije. In 2025 verloor ze met deze club de EuroLeague Women finale.